# Velká Deštná
De Velká Deštná (Duits: Deschneyer Großkoppe) is een 1115 meter hoge berg in het Adelaarsgebergte in Tsjechië.
In het zuidelijke deel is de rivier de Wilde Adler. In het westen ligt het dal van de Bělá. De top is bereikbaar via de weg Hradec Králové–Šumperk.

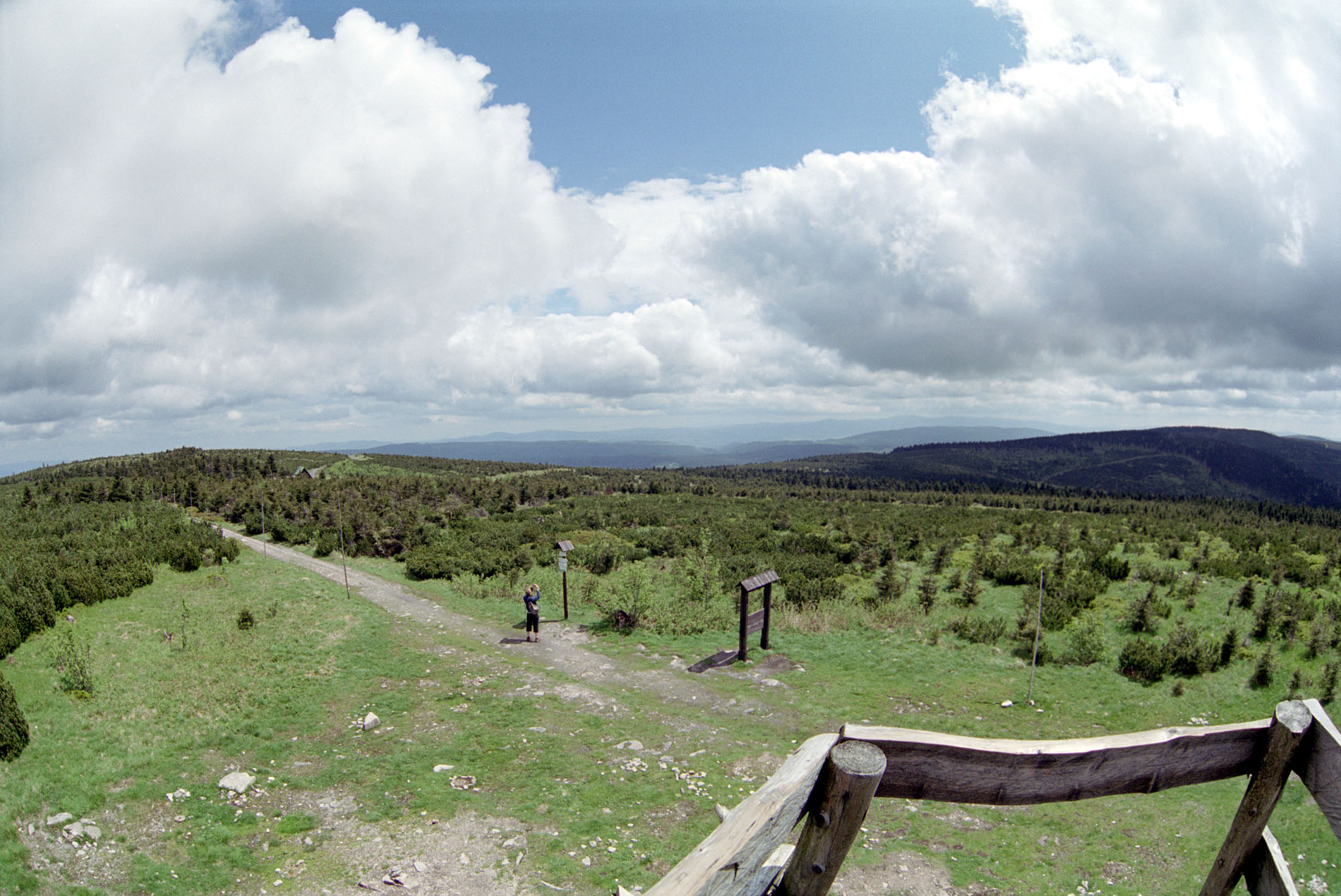
Uitzicht vanaf de Velká Deštná